# Trattore d'artiglieria

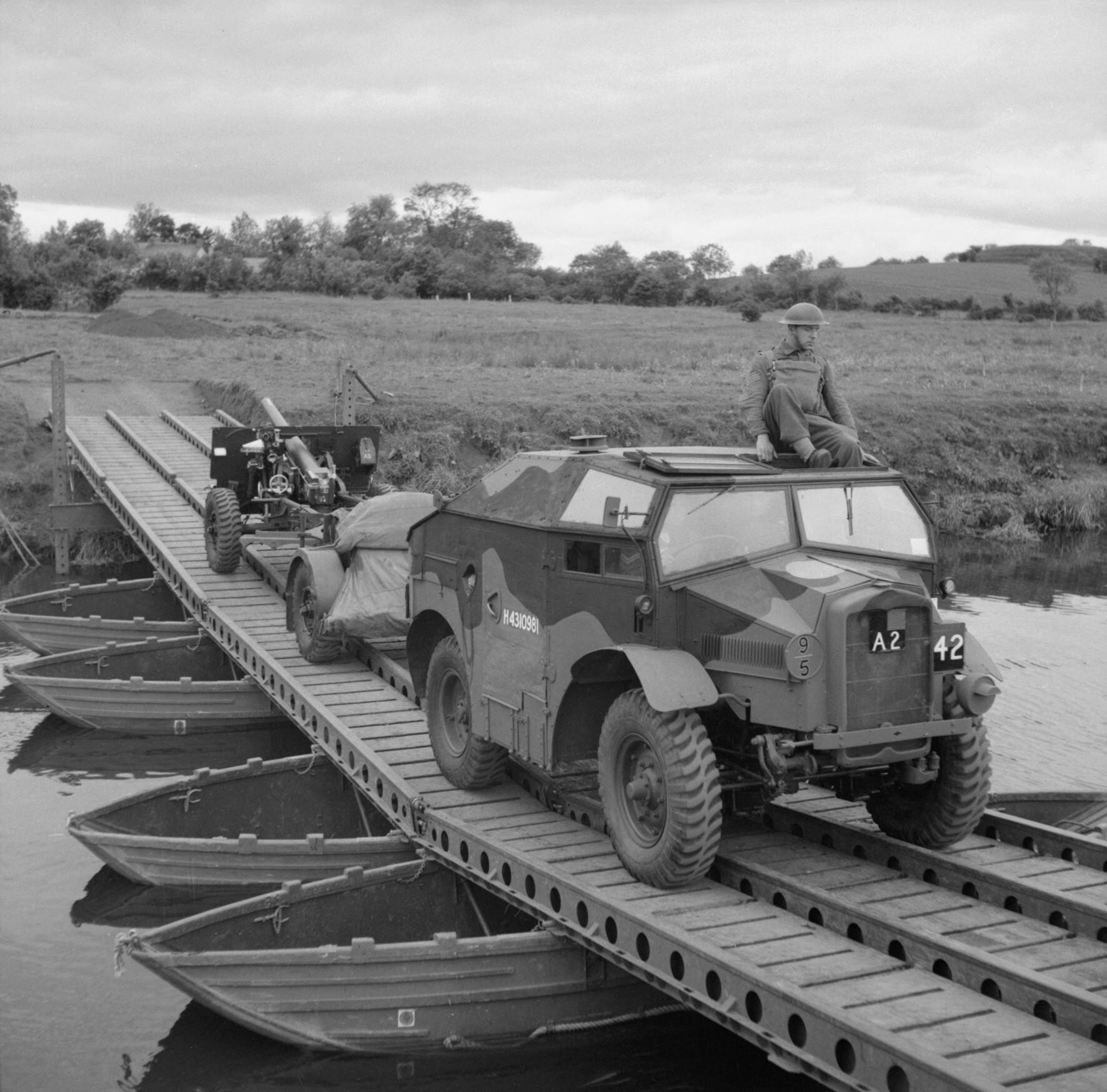
Morris C 8 con un 25 pounder field gun

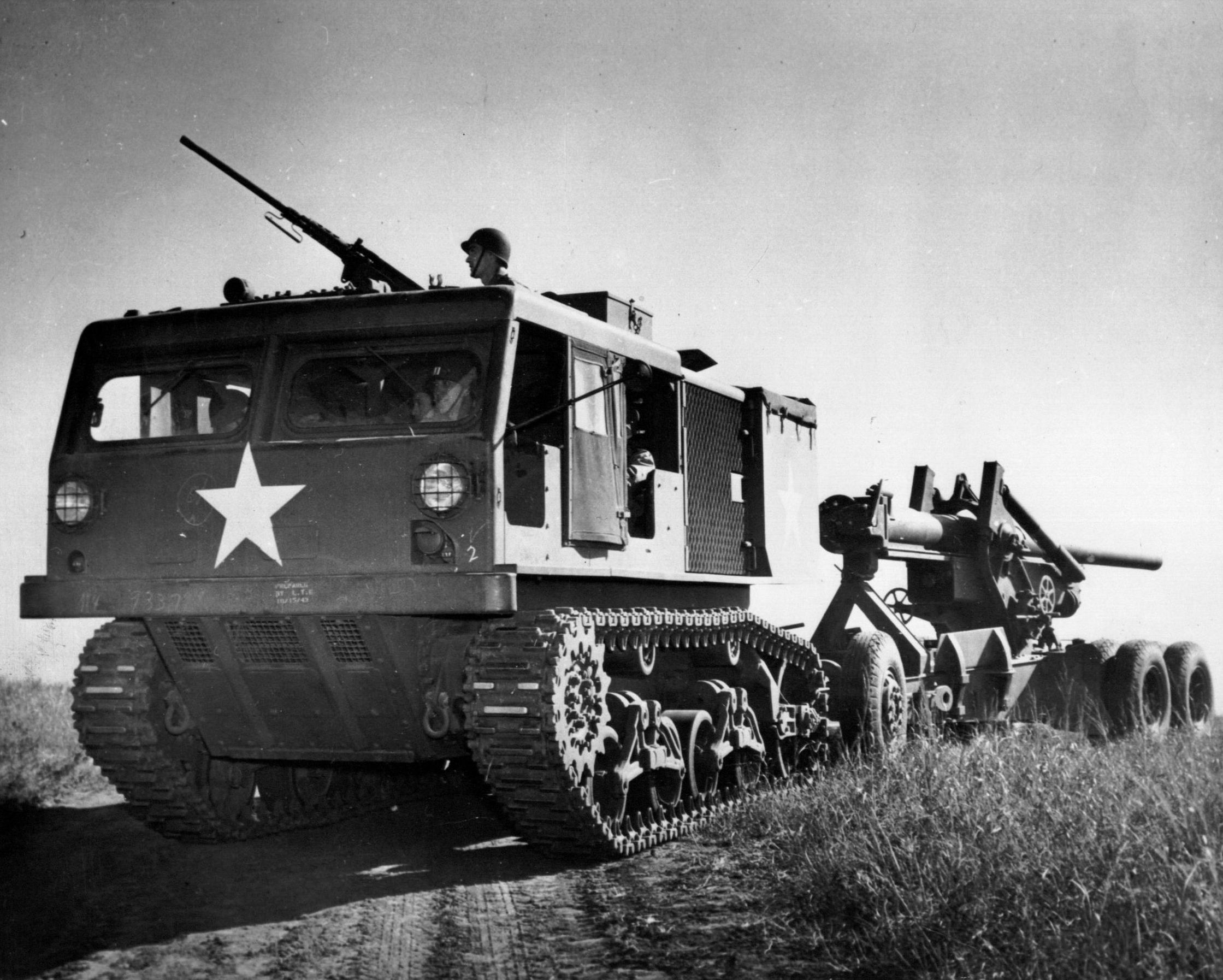
M4 High Speed Tractor con un 155 mm Long Tom

I trattori di artiglieria sono veicoli motorizzati destinati al traino dei pezzi di artiglieria (obici e cannoni). Questi mezzi hanno avuto tutte le morfologie dei veicoli militari, in quanto sono stati sia ruotati, sia cingolati sia semicingolati. L'orientamento attuale per i trattori di artiglieria è di utilizzare mezzi ruotati.
Il termine trattore è utilizzato per designare i veicoli particolarmente adatti al traino di artiglierie in terreno accidentato, mentre il termine trattrice indica una macchina in grado di effettuare notevoli sforzi di trazione, ma con capacità ridotta di traino fuori strada (per esempio un veicolo destinato a riportare su terreno solido mezzi impantanati)

## L'origine
Il movimento dei pezzi di artiglieria sul campo di battaglia è sempre avvenuto (tranne casi estremamente limitati) utilizzando per il traino animali (generalmente cavalli o buoi), tuttavia, ancor prima della prima guerra mondiale, nei primi anni del XX secolo il calibro (e quindi il peso) delle armi aumentò fino a livelli molto maggiori di quelli delle artiglierie mobili di pochi anni prima. Inizialmente la soluzione fu trovata aumentando il numero di pariglie assegnate al movimento del pezzo, ma ben presto si vide che, di fronte a pezzi pesanti diverse tonnellate, la soluzione era di utilizzare mezzi meccanici per il movimento almeno delle artiglierie di calibro maggiore (artiglieria d'armata).
I primi trattori di artiglieria quindi furono dei semplici autocarri a cui era stato aggiunto un sistema di aggancio del pezzo, ma già dal 1905 in Austria fu iniziato lo studio di veicoli appositi, dagli
ingegneri Daimler e Porsche. Apparve chiaro che la soluzione migliore era la trazione totale, applicata ai primi trattori prodotti da Daimler. Tuttavia il primo esercito ad emettere specifiche appositamente finalizzate per un veicolo per traino dell'artiglieria fu quello tedesco, che nel 1908 sovvenzionò l'industria per la costruzione di un leichte Armeelastzug (veicolo leggero da trasporto per usi militari), con capacità di traino di 2 t. Negli altri eserciti europei solo quello italiano e britannico effettuarono studi sulla motorizzazione e crearono unità destinate ad operare con veicoli a motore prima dell'inizio della grande guerra. Negli Stati Uniti, nonostante si fosse valutata la validità dell'uso di veicoli motorizzati con l'impiego di autocarri nella spedizione di Pershing in Messico (1916), la motorizzazione non ebbe alcuno sviluppo organico fino all'ingresso in guerra (1917), ed anche successivamente l'esercito preferì acquistare veicoli dalle industrie europee (particolarmente francesi) anziché assumere l'onere di trasportarli attraverso l'Atlantico.
Nel corso della guerra venne sempre più approfondendosi la differenza fra artiglieria campale, pesante campale e pesante, e, mentre per la prima si continuò ad utilizzare il traino animale, per le altre due (di calibro maggiore) si iniziò un processo di trasferimento del traino da animale a meccanico. Già fin dai primi giorni di guerra i tedeschi, per trasportare i loro mortai da 42 cm sotto le difese di Liegi, usarono il traino meccanico, scomponendo il pezzo, del peso di 43 t, in 5 carichi. Comunque, per tutto il corso della guerra, i vari stati procedettero adattando al traino i veicoli da trasporto disponibili, spesso limitando l'operatività dei veicoli stessi solamente ai tratti stradali. Comunque, timidamente, cominciarono a comparire veicoli specializzati per il traino anche fuori strada (nel Regio Esercito furono utilizzati i trattori Pavesi Tolotti, nati da trattori agricoli per il traino degli obici 149A). in Francia comparvero i trattori Latil ed in Germania i veicoli Daimler KD1 e Bussing che, utilizzando motori da 100 CV ed il movimento 4x4, avevano anche capacità fuoristrada.
Oltre ai trattori ruotati comparvero i primi trattori cingolati, destinati al traino delle artiglierie più pesanti, di origine agricola (lo statunitense Holt Carterpillar) o derivati dai progetti dei contemporanei carri armati (A7V Schlepper tedesco). I veicoli semicingolati ebbero il solo rappresentante nel Soller italiano.

## Lo sviluppo fra le due guerre
Al termine della prima guerra mondiale la situazione generale, con differenze limitate fra nazione e nazione, era questa: tutte le artiglierie pesanti ormai erano motorizzate, mentre le artiglierie pesanti campali e, ancor più, le artiglierie campali erano prevalentemente a traino animale con una motorizzazione più o meno diffusa. Quindi fra tutte le maggiori potenze (o almeno fra quelle uscite vittoriose dalla guerra), in base alle esperienze di quattro anni di guerra, si procedette ad un incremento della motorizzazione per il traino delle artiglierie, usando sia veicoli ruotati a trazione totale (4x4) o con ruote posteriori doppie (6x4) o veicoli semicingolati, la prima nazione a seguire questa strada fu la Francia, con i trattori Citroën e SOMUA dotati del sistema di cingoli Kégresse. Con la comparsa delle nuove generazioni di trattori all'inizio degli anni '30 praticamente nelle nazioni più importanti tutta l'artiglieria pesante campale era motorizzata, mentre l'artiglieria campale era ancora in gran parte a traino animale, anche in considerazione del fatto che la maggior parte delle divisioni era ancora composta di fanterie appiedate.
Dopo il 1934 iniziò il riarmo tedesco, e, una volta cancellati i vincoli imposti dal trattato di Versailles, il riarmo andò verso una meccanizzazione estremamente spinta delle forze armate. La scelta per i nuovi trattori andò a veicoli ruotati (Faun ZR) o semicingolati (Sd.Kfz. 10 da 1 t, Sd.Kfz. 11 da 3 t, Sd.KFz. 6 da 5 t, Sd.Kfz. 7 da 8 t, Sd.Kfz. 8 da 12 t ed infine Sd.Kfz. 9 da 18 t), questa gamma di trattori, che avrebbe dovuto coprire tutte le esigenze della Wehrmacht, in realtà non raggiunse mai la quantità necessaria per le esigenze belliche. L'insufficienza produttiva dei trattori tedeschi e che riguardò per altro vasti settori di produzione bellica, aveva un tallone d'Achille ben identificabile: l'eccessiva raffinatezza tecnologica delle progettazioni ingegneristiche ed un altrettanto alto scrupolo di qualità produttiva a livello industriale. Un esempio basti per tutti: i sedili dei trattori d'artiglieria erano rivestiti in pelle di ottima qualità; solamente a guerra molto inoltrata si decise di rivestirli con materiali più economici, comunque ciò avvenne abbastanza stentatamente. Altro grande problema era la cingolatura ed il treno di rotolamento. la prima era composta, in tutti i trattori semicingolati, di un numero molto elevato di elementi, ogni elemento era dotato di valvola per un adeguato ingrassaggio dei perni ed ogni maglia era dotata di tacchettatura in gomma con un sistema di smontaggio e sostituzione dei medesimi alquanto laborioso. Per quanto riguarda il treno di rotolamento era nella tradizione tedesca, a ruote intersecanti. Il sistema dava un comfort di marcia ed una distribuzione del peso sul terreno eccellenti ma appesantiva in maniera rilevante il peso a vuoto del mezzo ed imponeva un uso di acciaio nella sua costruzione veramente notevole. Infine i consumi di mezzi di quel tipo erano alti e con il proseguire della guerra non fu una cosa trascurabile. A tutto questo si contrapponeva una versatilità d'utilizzo ed una capacità di trazione, anche in condizioni estreme , assolutamente ineguagliabili. Negli altri stati, intanto, si tornava ai trattori ruotati, producendo mezzi validi, pur nei limiti del movimento su ruote.
Negli Stati Uniti venivano studiati come trattori di artiglieria principalmente veicoli ruotati. Di interesse particolare sono gli Indiana 20x6 (1934) e 16x6 (1935), entrambi 6x6, differenti nella motorizzazione ed il Biderman Mod. 110. Per il traino dei pezzi più pesanti fu studiato il Clyesdale Model 300 (costruito in solo 6 esemplari), capace di trainare qualsiasi tipo di bocca da fuoco presente all'epoca nell'US Army.

## Lo sviluppo nella Seconda guerra mondiale
Nel corso della seconda guerra mondiale il traino meccanico continuò a svilupparsi, anche se arrivò alla totalità dei pezzi praticamente solo negli eserciti britannico e statunitense. L'industria tedesca non riuscì mai a coprire le richieste dell'esercito con l'ottima serie di trattori progettati negli anni trenta, tanto che molte unità furono costrette ad utilizzare trattori di preda bellica (soprattutto francesi e, in Nord Africa, anche britannici ed infine italiani dopo l'8 settembre 1943). Invece in Gran Bretagna fu sviluppato l'ottimo trattore ruotato (4x4) Matador, utilizzato soprattutto per il traino dei pezzi dell'artiglieria pesante campale. Invece negli Stati Uniti la progettazione fu orientata inizialmente anche su veicoli semicingolati (M2, che, nato come trattore per artiglierie leggere, fu utilizzato principalmente come trasporto truppe).
Negli Stati Uniti, la nazione che, nel corso della seconda guerra mondiale, ha prodotto di gran lunga il maggior numero di veicoli motorizzati, il trattore ruotato costruito nel maggior numero di esemplari fu il Diamond T nei modelli 967, 968 e 968A, tutti con trazione 6x6 (10551 veicoli), destinato al traino di artiglierie campali o pesanti campali invece i trattori pesanti (destinati al traino dei cannoni da 155 mm o degli obici da 8 in) furono i Mack NM6, NM7 e NO (complessivamente ne furono costruiti circa 8000 dalla Mack e circa 4500 NM7 furono costruiti da altre ditte). Data l'elevata specializzazione di questi veicoli si deve considerare che queste cifre, ridicole rispetto per esempio ai più di 500.000 CCKW costruiti, rappresentarono in realtà un notevole sforzo produttivo per veicoli "di nicchia".
In Unione Sovietica il fulcro della produzione di trattori di artiglieria fu incentrato essenzialmente sui veicoli cingolati, fatto che non stupisce considerando sia lo stato della rete stradale sovietica, non confrontabile con quelle occidentali, sia lo sviluppo dei trattori cingolati per uso agricolo. I trattori di artiglieria erano realizzati generalmente su scafi di carri leggeri (Komintern su scafo T-24 e Kosmolets T-20 sullo scafo del T-28), mentre fu un progetto originale (sviluppato partendo dal Komintern) il Voroshilovlets, prodotto fino al 1942 ed in servizio fino alla fine della guerra.
Negli Stati Uniti, nel corso della guerra, furono prodotti in serie tre tipi di trattore cingolato, il M5 13 t High speed tractor (trattore ad alta velocità), per il traino degli obici da 155 mm (5290 veicoli costruiti), il M4 18 t Hig speed tractor per il traino dei pezzi dell'artiglieria pesante (5552 veicoli costruiti) ed infine il mastodontico M6 38 t High speed tractor, destinato al traino unicamente delle bocche da fuoco Little David, quando fu abbandonato il progetto di questi armamenti, fu lasciato cadere anche il progetto del relativo trattore. Oltre a questi veicoli, nati come trattori di artiglieria, furono ampiamente usati per il traino, soprattutto delle artiglierie più pesanti, scafi di M3, M4 ed M10 a cui erano state asportate o bloccate le torrette.

## Lo sviluppo nel dopoguerra e nell'epoca attuale
Nel periodo successivo alla Seconda guerra mondiale l'orientamento per lo sviluppo delle artiglierie in Occidente fu di orientare la produzione verso le artiglierie semoventi e di utilizzare come trattori gli stessi veicoli utilizzati per il trasporto tattico. Questa evoluzione dei trattori fu permessa dal miglioramento delle caratteristiche dei motori a combustione interna, che, permettendo di avere una maggiore elasticità di funzionamento, non richiese più motori per il traino diversi rispetto a quelli utilizzati per il movimento con carico nel cassone del veicolo. Completamente scomparsi i veicoli semicingolati, l'ultimo trattore cingolato occidentale fu il M8, costruito fra il 1950 ed il 1955 in soli 960 esemplari (equamente divisi fra i modelli M8A1 ed M8A2, che montavano motori differenti).
Ruotati: M125 (6x6), costruito dalla Mack (derivato dal trasporto M123) (1959)
In campo sovietico il ritardo nella costruzione di artiglierie semoventi (i primi semoventi di artiglieria sovietici sono dell'inizio degli anni '70) invece portò allo sviluppo di veicoli specializzati come trattori di artiglieria, sia cingolati sia ruotati. In particolare i cingolati Ya 12 e Ya 13F, costruiti immediatamente dopo la fine della seconda guerra mondiale, dimostrarono la loro validità come veicoli versatili e di comportamento affidabile anche in condizioni molto severe. Successivamente le serie AT-L leggeri, con capacità di traino fino a 6 t e ATS-59 medi, con capacità di traino fino a 14 t si dimostrarono affidabili, tuttavia lo sviluppo della tecnologia agli inizi degli anni '80 portò alla loro sostituzione con più economici veicoli ruotati 6x6. I trattori ruotati più diffusi in Unione Sovietica furono le serie MAZ 535/537 (8x8), che univano all'economicità dei veicoli ruotati una notevole affidabilità e ottima capacità di movimento fuori strada.
Anche il Giappone durante gli anni '70 sviluppò e produsse un trattore d'artiglieria cingolato: il poco noto  Hitachi Tipo 73.